# Marlene Fichtner
Marlene Luise Fichtner (16 de marzo de 2003) es una deportista alemana que compite en biatlón. Ganó dos medallas en el Campeonato Europeo de Biatlón de 2025, oro en el relevo y plata en la prueba individual.

## Palmarés internacional
| Campeonato Europeo | Campeonato Europeo | Campeonato Europeo | Campeonato Europeo |
| Año                | Lugar              | Medalla            | Prueba             |
| ------------------ | ------------------ | ------------------ | ------------------ |
| 2025               | Martello (Italia)  | Medalla de oro     | Relevo             |
| 2025               | Martello (Italia)  | Medalla de plata   | Individual         |